# Hans Ahlmann (ingenjör)
Hans Reinhold Ahlmann, född 17 mars 1925 i Falun, död 19 augusti 2013 i Lund, var en svensk ingenjör och forskare.
Ahlmann tog examen från KTH 1951, och arbetade därefter vid LKAB 1951–1968, som driftsingenjör från 1951, transportingenjör från 1954, intendent 1956, och som överingenjör 1959–1968. Han var teknisk direktör vid Trelleborg AB 1968–1977 och professor i industriell organisation vid Lunds universitet från 1977. 
Han invaldes som ledamot av Ingenjörsvetenskapsakademien 1979 och blev teknologie hedersdoktor vid Linköpings universitet 1980. 
Ahlmann var praeses agens (ordförande) i det lärda samfundet Societas Ad Sciendum mellan 1993 och 1994.